# Christopher Chancellor
Pour les articles homonymes, voir Chancellor (homonymie).
Christopher Chancellor (1904-1989) est un journaliste anglais et administrateur de sociétés, qui fut directeur général de l'agence de presse Reuters de 1944 à 1959.

## Biographie
Fils du lieutenant-colonel Sir John Robert Chancellor (1870–1952), administrateur colonial, il a fait ses études au College, à Cambridge, avant de passer 29 ans de sa vie au service de l'agence de presse Reuters dont il est le correspondant en Extrême-Orient basé à Shanghai de 1931 à 1939, réussissant le maintien des services de l'agence après l'invasion japonaise en 1932. Sa femme Sylvia Mary Paget (1901-1996), fille de Sir Richard Arthur Surtees Paget l'a suivi sur place.
En 1941, l'agence est rachetée par les journaux de l'empire britannique, y compris les titres situées en Inde, Australie et Nouvelle-Zélande, qui en font une coopérative. Il revient à Londres pour s'occuper de la gestion, avec William Moloney et William Haley.
En 1944, après le départ de Sir Roderick Jones à la tête du groupe, il le remplace et fait face à des conditions d'exploitation très difficiles, en raison des pénuries de papier chez ses clients, selon le Daily Telegraph. En 1951, la presse le félicite pour avoir triplé, sur la décennie écoulée, le nombre des correspondants et le chiffre d'affaires de Reuters, à 7 millions de livres sterling par an.
Walton Cole, qui fut son rédacteur en chef pendant la Seconde Guerre mondiale, lui succède en 1959.